# Edward Oxford
Edward Oxford (Birmingham, 1822 - Melbourne, 1900) foi acusado de alta traição por tentativa de assassinato da rainha Vitória do Reino Unido em 1840.
Quando a rainha estava numa carruagem com o príncipe Alberto a caminho da casa de sua mãe, Oxford disparou duas vezes, mas ambas as balas erraram o alvo. Foi julgado por alta traição e considerado culpado, mas logo libertado, pois foi considerado louco. Depois do incidente, a popularidade de rainha aumentou, fazendo com que a crise do quarto fosse esquecida. A sua primeira filha, que também recebeu o nome Vitória, nasceu no dia 21 de Novembro de 1840. A rainha detestava estar grávida, achava que a amamentação era repugnante, e achava que os recém-nascidos eram feios. Mesmo assim ainda viria a ter mais oito filhos com Alberto.